# Ordynat Michorowski (film)
Ordynat Michorowski – polski film fabularny z 1937 roku. Adaptacja powieści Heleny Mniszkówny pod tym samym tytułem. Jest to kontynuacja filmu Trędowata z 1936 roku.

## Obsada
- Franciszek Brodniewicz – Waldemar Michorowski
- Kazimierz Junosza-Stępowski – książę Maciej Michorowski
- Mieczysława Ćwiklińska – baronowa Idalia Elzonowska
- Tamara Wiszniewska – Lucia, córka Elzonowskiej
- Antoni Szczerba – hrabia Wojciech Michorowski
- Wojciech Wojtecki – hrabia Bohdan Michorowski
- Leon Łuszczewski – hrabia Brochwicz
- Zygmunt Chmielewski – hrabia Barski
- Władysław Grabowski – hrabia Trestka
- Zofia Lindorfówna – Rita, żona hrabiego Trestki
- Józef Zejdowski – lekarz
- Ludwik Fritsche – kamerdyner Antoni
- Janina Fedorowiczowa – Mary Thompson
- Aleksander Bogusiński – gość na balu sylwestrowym
- Feliks Dobrowolski
- Michał Halicz – robotnik w gorzelni
- Artur Kwiatkowski
- Zdzisław Relski
- Janusz Srebrzycki
- Elżbieta Barszczewska – duch Stefci Rudeckiej